# Rio Bravo
För andra betydelser, se Rio Bravo (olika betydelser).
Rio Bravo är en amerikansk västernfilm från 1959 i regi av Howard Hawks.

## Handling
John Wayne spelar en stolt, orädd och lågmäld sheriff i en isolerad småstad på prärien. Dean Martin och Ricky Nelson framför enstaka sångnummer, men utan att detta föll utanför den dramatiska ramen.

## Rollista
- John Wayne – sheriff John T. Chance
- Dean Martin – Dude ("Borachón"), en alkoholist och före detta vicesheriff
- Ricky Nelson – Colorado Ryan, en cowboy
- Angie Dickinson – Feathers, kvinnlig korthaj
- Walter Brennan – Stumpy, vicesheriff och "haltebolink"
- Ward Bond – Pat Wheeler, ranchägare och gammal vän till Chance
- John Russell – Nathan Burdette, ondsint ranchägare
- Pedro Gonzales-Gonzales – Carlos Robante, gladlynt hotelldirektör
- Estelita Rodriguez – Consuela Robante, hotelldirektörens hustru
- Claude Akins – Joe Burdette, mördare
- Malcolm Atterbury – Jake, kusk på diligensen

## Om filmen
En västernfilm som påminner dramaturgiskt om vissa filmer av Akira Kurosawa. Filmmusiken gjordes av Dimitri Tiomkin.
Filmmanus gjordes av Leigh Brackett och Jules Furthman, som enligt filmens inledning påstås vara baserat på en novell av B.H. McCampbell. Detta namn åsyftar Howard Hawks dotter Barbara Hawks McCampbell, som fick idén till att rollfiguren Stumpy skulle kasta dynamit när sheriffen och hans män kämpade mot Nathan Burdette och dennes män. I övrigt skrev hon varken manus eller någon berättelse, men eftersom hennes far gillade idén gav han henne äran av att ha skrivit originalberättelsen. Howard Hawks har senare berättat att filmen snarare var hans eget svar på den orealistiska handlingen i Sheriffen (High Noon), där en räddhågsen sheriff ensam går omkring på gatorna i stället för att ta hjälp av sina närmaste och ta skydd i sheriffkontoret.
Leigh Brackett utvecklade filmmanuskriptet till romanen Rio Bravo, utgiven 1959 av Bantam Books (på svenska En hård man, publicerad i serien Mustang 1965 som nr 95). Filmens handling har dock föga koppling till dess titel. Den kommer istället från en roman utgiven 1956 (på svenska utgiven som De dödsdömda 1964 i serien Sheriff som nr 8). Författaren Gordon D. Shirreffs sålde titeln till John Wayne och Shirreffs tjänade därmed enligt egen utsago mer än någonsin för två ord.

## Galleri

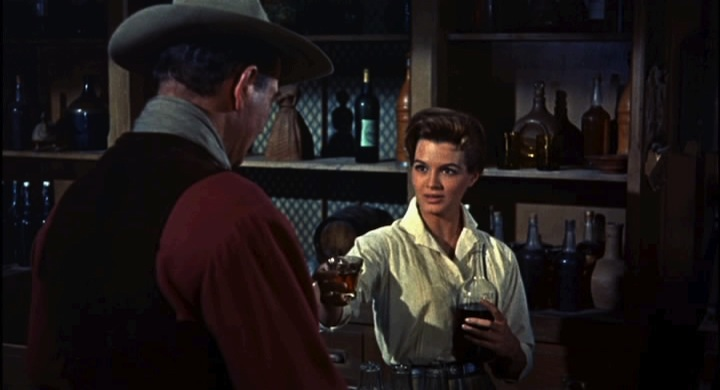
John Wayne och Angie Dickinson i Rio Bravo.
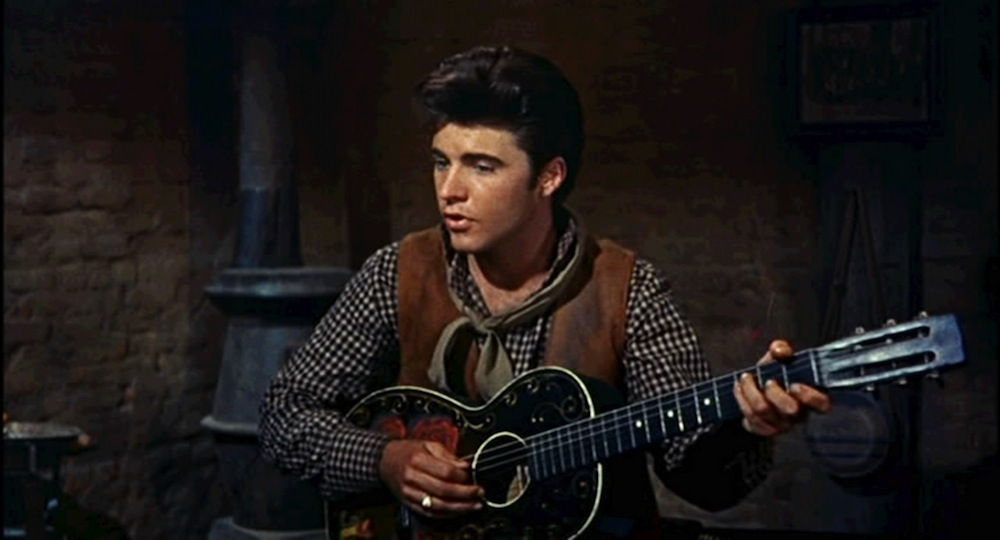
Ricky Nelson framför sången  "Get Along Home, Cindy" i Rio Bravo.